# Fabricio Santos (Fußballspieler)
Fabricio Santos, vollständiger Name Fabricio Javier Santos Fernández, (* 14. Oktober 1993 in Las Piedras) ist ein uruguayischer Fußballspieler.

## Karriere
Der 1,76 Meter große Mittelfeldakteur Santos steht seit der Saison 2016 in Reihen der Profimannschaft des Club Atlético Progreso. Bei den Montevideanern kam er jener Spielzeit in acht Partien der Segunda División zum Einsatz. Einen Treffer erzielt er nicht.